# Jacques Bacot
Pour les articles homonymes, voir Bacot.
Pour les autres membres de la famille, voir Famille Bacot.
Jacques Bacot (né le 4 juillet 1877 à Saint-Germain-en-Laye et mort le 18 juin 1965 à Paris 7e) est un géographe, linguiste, ethnologue, explorateur, orientaliste et tibétologue français du début du XXe siècle, spécialiste reconnu du Tibet, qui travaille à l'École pratique des hautes études.

## Biographie

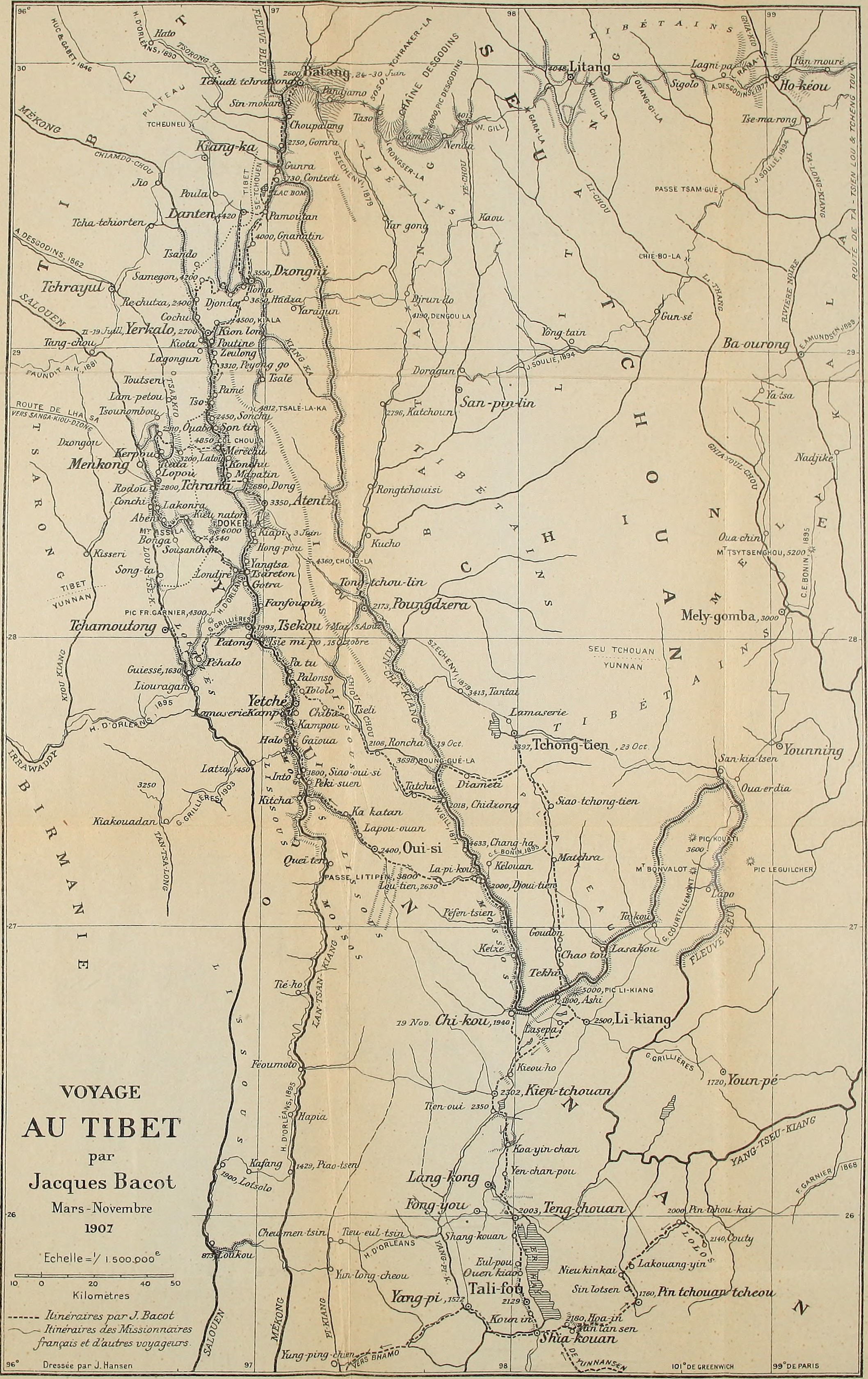
Itinéraire de Jacques Bacot au Tibet en 1907

Jacques Bacot est le fils de Raymond Bacot (1843-1917), directeur de la manufacture d'Émaux de Briare, et le petit-fils de Jean-Félix Bapterosses. Il est le grand-oncle par alliance de Bernadette Chirac. Marié à la petite-fille du baron Paul Thénard, leur fils, François, dirige le journal Le Bien public.
La vocation tibétaine de Jacques Bacot est née d'un voyage autour du monde qu'il effectue en 1904 et d'une expédition au Tibet en 1906, partie du Tonkin, au cours de laquelle il suit un itinéraire de pèlerinage qui le met en contact intime avec la vie religieuse des Tibétains. À son retour en France, en 1908, il se consacre à l'étude du tibétain auprès de Sylvain Lévi et de Paul Pelliot.
Jacques Bacot explore diverses contrées asiatiques : la vallée du Chang Jiang (Yangzi Jiang ou fleuve Bleu) (1907) ; le nord de l'Indochine (1909-1910) ; l'Himalaya (1913-1914 et 1930-1931). Il voyage beaucoup en Inde, dans l'ouest de la Chine, et dans les régions frontalières du Tibet. Il est le premier scientifique européen à étudier la grammaire tibétaine traditionnelle, et parmi les premiers, avec Frederick William Thomas (1867-1956), professeur de sanscrit à l'université d'Oxford, à déchiffrer les manuscrits de Dunhuang en vieux tibétain.
En 1936, Jacques Bacot est nommé directeur d'études de tibétain à l'École pratique des hautes études. En 1947, il devient membre de l'Académie des inscriptions et belles-lettres , et, dès 1908, entre à la Société asiatique. Il en devient le président, à la mort de Paul Pelliot, en 1945, et le reste jusqu'en 1954.
Rolf Stein a étudié le tibétain avec Jacques Bacot.
Les peintures et les bronzes qu'il rapporte de ces différentes expéditions sont maintenant conservés dans les collections du musée national des Arts asiatiques-Guimet à Paris, à qui il fait une donation en 1912. Ses papiers et sa documentation ont également été donnés au musée Guimet après la mort de Jacques Bacot.

## Œuvres
- Dans les marches tibétaines (1909)[6]
- Le Tibet révolté - Vers Népémakö, La Terre promise des Tibétains (1909-1910), Librairie Hachette, (1912) — Réédition, Phébus, coll. D'Ailleurs, 1997 —  (ISBN 2-85940-465-1)[7]
- Les Mo-so - Ethnographie des Mo-so, leurs religions, leur langue et leur écriture, E.J. Brill, Leyden, (1913)[8].
- Bulletin Archéologique du Musée Guimet. Fascicule II. Asie Centrale et Tibet. Missions Pelliot et Bacot (Documents exposés au Musée Guimet). Librairie Nationale d'Art et d'Histoire G. Van Oest & Cie, Éditeurs, Paris et Bruxelles, 1921.
- Le poète tibétain Milarépa, ses crimes, ses épreuves, son Nirvāna, Classiques de l’Orient - 11, Éditions Bossard, Paris, (1925).
- Une grammaire tibétaine du tibétain classique. Les ślokas grammaticaux de Thonmi Sambhota, avec leurs commentaires, Annales du Musée Guimet, Bibliothèque d’études - 37, Librairie Orientaliste Paul Geuthner, (1928).
- La vie de Marpa le traducteur, Librairie Orientaliste Paul Geuthner, (1937). — Réédition, 1987.
- Grammaire du tibétain littéraire, Librairie d’Amérique et d’Orient, Paris, (1946).
- Le Bouddha, Mythes et religions - 20, Presses universitaires de France, Paris, (1947).
- Grammaire du tibétain littéraire - Index morphologique, Librairie d’Amérique et d’Orient, Paris, (1948).
- Reconnaissance en haute Asie septentrionale par cinq envoyés ouigours au VIIIe siècle, Journal Asiatique - 2, (1956), p. 137-153.
- Introduction à l'histoire du Tibet, Paris Société Asiatique, 139 pages, 1962

## Décorations
- Chevalier de la Légion d'honneur en 1930[9]